# McLeod River (McLeod Lake)
Der McLeod River ist ein Fluss in der kanadischen Provinz British Columbia.

## Flusslauf
Der McLeod River entspringt auf dem Nechako Plateau auf etwa 1000 m Höhe – 2 km südöstlich der Two Bears Lakes. Von dort fließt er anfangs ein kurzes Stück in nördlicher Richtung, wendet sich dann aber nach Osten und mündet in den Carp Lake, welchen er an dessen Nordostufer wieder verlässt. Er fließt weiter in nordöstlicher Richtung. Er durchfließt den kleinen War Lake und passiert die War Falls (⊙). Kurz darauf mündet der McDougall River, der wesentlich wasserreicher ist, von links in den Fluss. Nach etwa 80 km erreicht der McLeod River das Nordwestufer des McLeod Lake, welcher vom Pack River nach Norden zum Williston Lake entwässert wird. Mittlerweile hat sich ein nördlicher Hauptflussarm gebildet, der direkt in den Pack River unterhalb des McLeod Lake mündet.
Der Oberlauf des McLeod River liegt im Carp Lake Provincial Park. Der Fluss eignet sich zum Fliegenfischen. Am Pegel unterhalb des Carp Lake liegt der mittlere Abfluss in den Monaten Mai und Juni bei 11 m³/s.